# کنفیک (اکلاهما)
کنفیک(به انگلیسی: Kenefic) شهری در ایالت اکلاهما کشور ایالات متحده آمریکا است که جمعیت آن در سرشماری سال ۲۰۱۰ میلادی، ۱۹۶ نفر بوده‌است.